# Epsilon Columbae
Epsilon Columbae (22 Columbae) é uma estrela na direção da constelação de Columba. Possui uma ascensão reta de 05h 31m 12.74s e uma declinação de −35° 28′ 13.6″. Sua magnitude aparente é igual a 3.86. Considerando sua distância de 277 anos-luz em relação à Terra, sua magnitude absoluta é igual a −0.79. Pertence à classe espectral K1II/III.